# De los Apeninos a los Andes
Dagli Appennini alle Ande, cuyo nombre en español es De los Apeninos a los Andes, es una película coproducida en Italia y Argentina dirigida por Folco Quilici sobre su propio guion escrito en colaboración con Giuseppe Mangione sobre el cuento homónimo de la novela Cuore de Edmundo de Amicis. Se estrenó en Argentina el 3 de marzo de 1960 y tuvo como protagonistas a Marco Paoletti, Eleonora Rossi Drago, Fausto Tozzi y Guillermo Battaglia.
Para una escena de la película se utilizó un carretón de más de 200 años de antigüedad comprado por la productora en una quinta de Luján.

## Sinopsis
El accidentado viaje de un niño italiano que busca a su madre en Argentina.

## Reparto
Intervinieron en el filme los siguientes intérpretes:
| Actor                | Personaje      | Notas                              |
| -------------------- | -------------- | ---------------------------------- |
| Marco Paoletti       | Marco Valesini |                                    |
| Eleonora Rossi Drago | Madre de Marco |                                    |
| Fausto Tozzi         | Padre de Marco |                                    |
| Guillermo Battaglia  |                |                                    |
| Mario Baroffio       |                |                                    |
| Beto Gianola         |                |                                    |
| Salvador Fortuna     |                |                                    |
| Domingo Garibotto    |                | Acreditado como Domenico Garibotto |
| Élida Gay Palmer     |                |                                    |
| Santiago Gómez       |                |                                    |
| Jacinto Herrera      |                |                                    |
| Floria Bloise        |                |                                    |
| Walter Longo         |                |                                    |
| José Comellas        |                |                                    |
| Marcos Woinsky       |                |                                    |
| Carlos Bianquet      |                |                                    |

## Comentarios
La crónica de La Prensa dijo:

”El afán de suplir la línea dramática por el pintoresquismo geográfico se hace por demás evidente y el film se convierte casi en un catálogo de las bellezas naturales que puede exhibir nuestro país.”

Por su parte Manrupe y Portela escriben:

”Una de las coproducciones de los ’60 mejor encaradas. Hablada en castellano e italiano. Rodada en Cataratas del Iguazú y Jujuy.”

## Premios
El Instituto Nacional del Cine otorgó a la película el 5° premio a la producción 1959 y el 1.er premio en la categoría infantil.
En el Festival Internacional de Cine de San Sebastián el filme recibió el 2° Gran Premio Internacional, ex acquo con North by Northwest, dirigida por Alfred Hitchcock. También recibió el premio CNDIST, Roma “a la mejor película del año para la juventud”.